# Ballyoulster
Ballyoulster är en ort i republiken Irland.   Den ligger i provinsen Leinster, i den östra delen av landet, 18 km väster om huvudstaden Dublin. Ballyoulster ligger 55 meter över havet och antalet invånare är 480.
Terrängen runt Ballyoulster är huvudsakligen platt, men söderut är den kuperad.Runt Ballyoulster är det ganska glesbefolkat, med 38 invånare per kvadratkilometer. Närmaste större samhälle är Dublin, 17,7 km öster om Ballyoulster. Trakten runt Ballyoulster består i huvudsak av gräsmarker.